# Carta di Siracusa sulla biodiversità

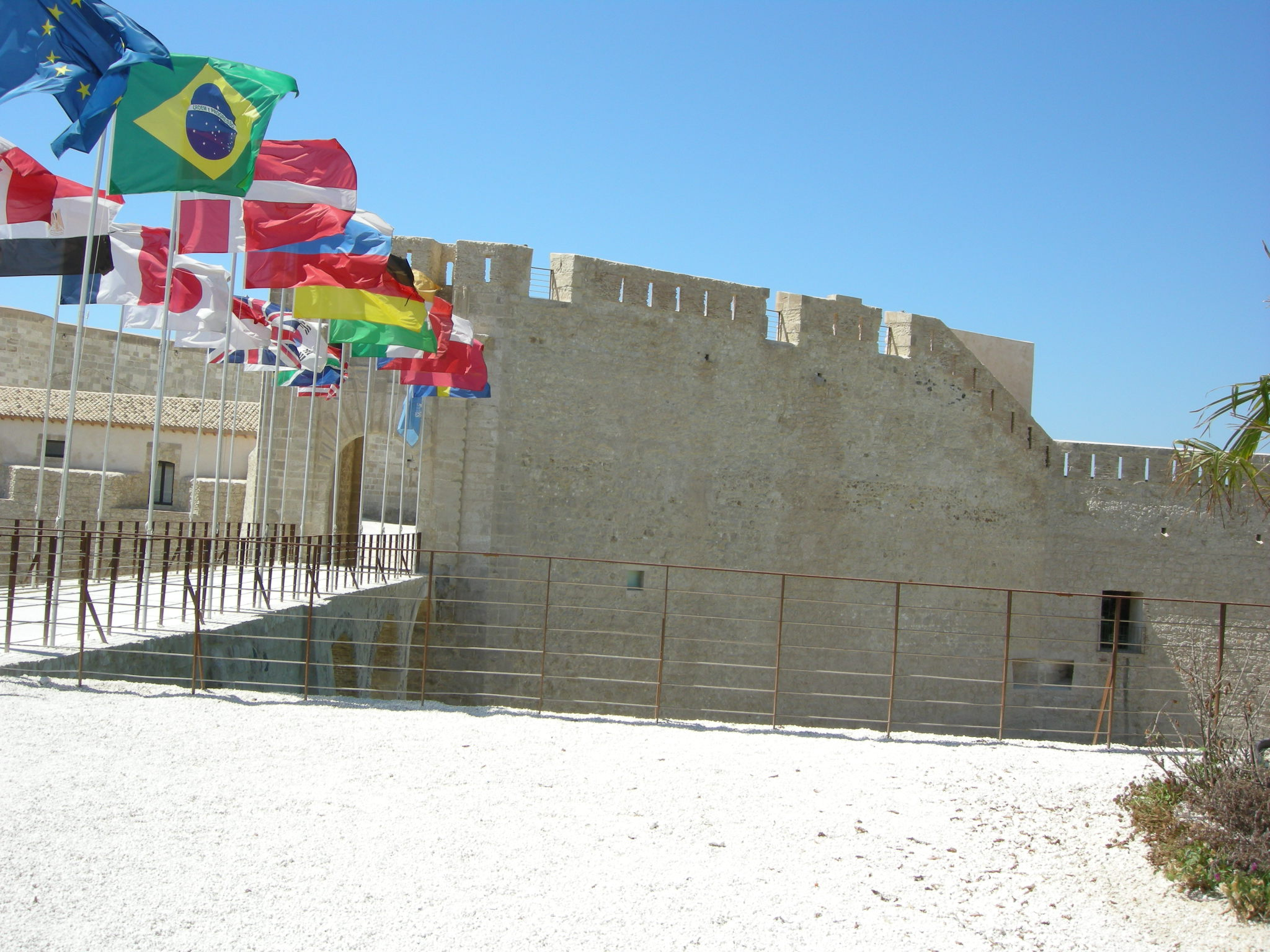
L'ingresso del Castello Maniace, luogo della firma della Carta di Siracusa sulla biodiversità, con le bandiere dei paesi partecipanti al G8 ambiente 2009

La Carta di Siracusa sulla biodiversità è un documento politico concordato durante il G8 Ambiente del 2009, svoltosi a Siracusa, dal 22 al 24 aprile 2009, nella fortezza detta castello Maniace. La carta si sviluppa in un preambolo, quattro sezioni e una parte conclusiva contenente un messaggio speciale.

## Sezioni del documento
1. Biodiversità e clima, che, evidenziando le correlazioni specifiche, indica azioni che sfruttino il ruolo chiave della biodiversità e dei servizi ecosistemici nell'adattamento ai cambiamenti climatici ed alla mitigazione dei suoi effetti;
2. Biodiversità, economia e business, che sottolinea come Investire nella conservazione e nell'uso sostenibile delle risorse naturali possa contribuire ad un recupero economico globale sostenibile e contribuisca alla riduzione della povertà;
3. Gestione della biodiversità e dei servizi ecosistemici, che indica una serie di possibili strategie per contrastare i rischi di perdita dei servizi ecosistemici e le conseguenti ripercussioni negative sulla qualità della vita;
4. Scienza, ricerca e politica, in cui si identificano una serie di necessità per migliorare le conoscenze e per ottimizzare il processo di utilizzazione di tali conoscenze nei processi decisionali.

## Il messaggio speciale per il post 2010
Il documento presenta un messaggio conclusivo di tono differente rispetto al resto del documento, più centrato sulla identificazione di un quadro di riferimento globale, per il lavoro sulla biodiversità successivo all'obiettivo 2010, ovvero agli obiettivi datisi dalla comunità internazionale in occasione dell'anno mondiale sulla biodiversità, proclamato dalle Nazioni unite appunto per il 2010.
Questo messaggio sottolinea l'importanza della biodiversità per la vita umana, evidenzia la necessità di attuare azioni comuni per la sua salvaguardia, sostiene il dialogo scientifico e la necessità di una riforma della governance ambientale globale.

## Ricaduta politica del documento
Il Summit G8 dell'Aquila ha fatto propria la "Carta di Siracusa" sulla biodiversità, nella prima giornata di riunioni, l'8 luglio 2009 trasformandola in un documento politico e programmatico fondamentale per stabilire le priorità ambientali mondiali in materia di biodiversità, per i capi di Stato e di governo partecipanti al Summit.